# Cantón de Châtenois-les-Forges
El cantón de Châtenois-les-Forges (en francés canton de Châtenois-les-Forges) es una división administrativa francesa situada en el departamento del Territorio de Belfort, de la región de Borgoña-Franco Condado. La cabecera (bureau centralisateur en francés) está en Châtenois-les-Forges.

## Historia
Fue creado en 1957. Al aplicar el decreto nº 2014-155 del 13 de febrero de 2014 sufrió una redistribución comunal con cambios en los límites territoriales.

## Comunas
- Andelnans
- Argiésans
- Banvillars
- Bermont
- Botans
- Bourogne
- Buc
- Charmois
- Châtenois-les-Forges
- Chèvremont
- Dorans
- Meroux-Moval
- Sevenans
- Trévenans
- Urcerey
- Vézelois